# Tommy Ahlers
Tommy Ahlers, né le 18 novembre 1975 à Copenhague (Danemark), est un entrepreneur et homme politique danois, membre du parti Venstre.

## Biographie

### Origines et études
Il est diplômé en 2001 d'un master de droit à l'université de Copenhague.

### Carrière professionnelle et politique
Dans les années 1990, il est engagé au sein de la branche de jeunesse du Parti populaire conservateur. Il est d'ailleurs candidat sous l'étiquette du parti aux élections législatives de 1998, mais n'est pas élu.
À l'issue de ses études, il devient en 2001 consultant pour l'entreprise McKinsey & Company, un emploi qu'il occupe jusqu'en 2004.
Le 2 mai 2018, il est nommé ministre de la Science, des Technologies de l'information et de l'Enseignement supérieur à l'occasion d'un remaniement du gouvernement Lars Løkke Rasmussen III. Il est alors annoncé qu'il sera candidat pour Venstre lors des élections législatives de 2019.
Il est élu au Folketing lors des élections législatives de 2019 dans la circonscription de Copenague. De 2019 à 2020, il est porte-parole de son parti pour les questions de commerce puis, de 2020 à 2021, porte-parole sur les questions climatiques.
En août 2021, il annonce sa démission du Folketing en cours de mandat pour retourner dans le secteur privé.
En avril 2025, le ministre des Transports, Thomas Danielsen, annonce la nomination d'Ahlers comme président du conseil d'administration de Metroselskabet (da), l'entreprise publique propriétaire du métro de Copenhague.

## Vie privée
Tommy Ahlers fait son coming out en tant que bisexuel en juillet 2018. Il a deux enfants d'un mariage avec une femme qui s'est terminé en 2012. Il a dit qu'il était exclusivement sorti avec des hommes après s'être séparé de sa femme, mais qu'il avait commencé à sortir avec une femme l'été précédent et qu'ils étaient alors toujours ensemble,,.